# Detective Conan: Dimensional Sniper
Detective Conan: Dimensional Sniper (jap. 名探偵コナン 異次元の狙撃手 Meitantei Konan: Ijigen no Sunaipā) – japoński film anime wyprodukowany w 2014 roku, osiemnasty film z serii Detektyw Conan. Piosenką przewodnią filmu była Love Searchlight śpiewana przez Kō Shibasaki.
Film miał swoją premierę 19 kwietnia 2014 roku w Japonii przynosząc łączny dochód 4,11 mld ¥.

## Obsada
- Minami Takayama – Conan Edogawa
- Kappei Yamaguchi – Shinichi Kudō
- Rikiya Koyama – Kogorō Mōri
- Wakana Yamazaki – Ran Mōri
- Naoko Matsui – Sonoko Suzuki
- Ken’ichi Ogata – dr Hiroshi Agasa
- Megumi Hayashibara – Ai Haibara
- Yukiko Iwai – Ayumi Yoshida
- Ikue Ōtani – Mitsuhiko Tsuburaya
- Wataru Takagi – Genta Kojima
- Chafūrin – inspektor Jūzō Megure
- Wataru Takagi – Wataru Takagi
- Atsuko Yuya – Miwako Satō
- Kazuhiko Inoue – inspektor Ninzaburō Shiratori
- Isshin Chiba – Kazunobu Chiba
- Ryōtarō Okiayu – inspektor Fumimaro Ayanokoji
- Miyuki Ichijō – Jodie Starling
- Iemasa Kayumi – James Black
- Kiyoyuki Yanada – Andre Camel
- Shūichi Ikeda – Shūichi Akai
- Ryōtarō Okiayu – Subaru Okiya
- Noriko Hidaka – Masumi Sera

i inni